# Perigea drusilla
Perigea drusilla är en fjärilsart som beskrevs av William Schaus 1914. Perigea drusilla ingår i släktet Perigea och familjen nattflyn. Inga underarter finns listade i Catalogue of Life.